# Toni Vall i Karsunke
Toni Vall i Karsunke, més conegut simplement com a Toni Vall (Barcelona, 1979) és un periodista, crític cinematogràfic i professor de periodisme de la Universitat Autònoma de Barcelona, especialitzat en periodisme cultural i cinematogràfic.
Ha exercit com a crític de cinema a les revistes Cinemanía i Sàpiens, al diari Ara, al programa de ràdio El món a Rac1 i al programa de televisió Àrtic de Betevé. A l’Ara també escriu crònica cultural, social i política i a Nació digital, entrevistes, crònica barcelonina i anàlisi televisiva. També escriu a La Llança d’El Nacional i a Sentit Crític. Va exercir durant deu anys la crítica cinematogràfica i televisiva al diari Avui. Ha col·laborat en mitjans de comunicació com 8TV, Com Ràdio, Fotogramas, Serra d’Or i Televisió de l'Hospitalet. És autor del llibre d’entrevistes a periodistes Les veus de la influència i del llibre La meva vida en un clic, sobre el fotògraf Horacio Seguí.
El 2012 va publicar el llibre Les veus de la influència, on entrevista a quinze periodistes catalans rellevants. El llibre, prologat per Mònica Terribas, inclou converses en profunditat sobre periodisme, actualitat i país a Martí Anglada, Alfons Arús, Jordi Basté, Ramon Besa, Àngel Casas, Josep Cuní, Manel Fuentes, Ferran Monegal, Rafel Nadal, Gemma Nierga, Júlia Otero, Pilar Rahola, Toni Soler, Joan Manuel Tresserras i Vicenç Villatoro.